# 皮埃尔·戴伊
皮埃尔·戴伊（法語：Pierre d'Ailly，1351年—1420年8月9日）中世纪法国神学家、星相学家、罗马天主教会枢机主教，生于贡比涅，曾在巴黎大学任教，在康斯坦茨大公会议上发挥重要作用。

## 学术生涯
戴伊于1350年或1351年出生在贡比涅一个富裕的资产阶级家庭。他在巴黎的纳瓦拉学院学习，1367年获得艺术执照，次年获得硕士学位，1372年时已活跃于大学事务。戴伊于1375年教授圣经，1376-1377年教授伦巴第人彼得的《四部语录》，并于1381年获得神学执照和博士学位。他隶属于该大学，于1384年担任校长。让·热尔松和克拉芒日的尼古拉斯是他的学生。
1378年，随着两位教宗被选举，天主教会大分裂开始。1379年春天，戴伊甚至期待着巴黎大学的决定，将法兰西民族的“角色”代入了阿维尼翁教宗克莱孟七世身上。尽管迅速地表明立场，他仍然坚定地希望结束分裂，当1381年5月20日，大学颁布命令称达到此目的的最佳手段是召集一次普世教会会议时，戴伊在安茹公爵在场的情况下，在国王委员会面前支持了这一动议。不久之后，政府表现出的不满迫使大学放弃了这个计划，这可能是戴伊暂时退休到努瓦永成为法政牧师的原因。在那里，他在一部幽默的作品中继续为自己的立场而战，其内容为大公会议中的反对分子滑稽地被恶魔利维坦带走执行任务。
戴伊通过在大学确保约翰·布兰查德（John Blanchard）被免除名誉校长职务的努力中发挥领导作用而重新声名鹊起，其中布兰查德在阿维尼翁对立教宗克莱孟七世面前被戴伊指控滥用职权。随后，戴伊在1388年两次受托前往觐见克莱孟七世，捍卫大学的教义，特别是关于圣母无染原罪的教义，反对传教修道士让·德·蒙松，并于1389年以国王的名义请愿，要求将年轻的枢机卢森堡的皮埃尔封圣。他在这两个场合付出努力的成功，以及他所表现出的雄辩，也许是他被选择成为国王的随行神职人员和听告解神父的原因。同时，通过交换，他获得了大学的最高尊严，成为巴黎圣母院的领导。这种与许多利益的接触有助于解释他的晋升。
戴伊从1389年到1395年担任大学名誉校长，热尔松接替了他。两人都参与将道明会驱逐出大学，因为他们拒绝接受圣母无原罪的概念，也为了上述提到过的通过普世教会会议结束教会大分裂的努力。
当对立教宗本笃十三世于1394年在阿维尼翁接替克莱孟七世时，国王委托戴伊向新教宗表示祝贺。他这次的谄媚语言以及因此得到的回报，与巴黎大学的坚定态度形成了过于鲜明的对比，巴黎大学厌倦了分裂，甚至在那时就要求两位教皇辞职。不久前，戴伊本人也参与起草了给国王的一封信，信中阐述了这种双重退位的好处，但从那时起，他的热情似乎略微冷淡了下来。然而，当他从阿维尼翁回来时，他再次在国王面前详细论证了大学推崇的方式所带来的优势。
1395年4月2日，当他使得自己——或允许自己——被本笃十三世任命为勒皮主教时，他的行为所引起的怀疑得到了进一步的证实。他所持有的大量圣职俸禄使得他的无私性遭到一些怀疑。从此，他在大学受到怀疑，并被排除在讨论教会合并的集会之外。

## 教会生涯

### 任命
然而，戴伊的教会生涯却顺风顺水。在勒皮之后，他在1397年又被任命为努瓦永和康布雷主教。凭借这一职位，他也成为神圣罗马帝国的亲王。为了占据他的新主教座，他必须面对勃艮第公爵菲利普的愤怒，压制神职人员和资产阶级的抵抗，甚至抵御几个领主的武装攻击；但他的保护者奥尔良公爵使得罗马人的国王瓦茨拉夫四世主持了他的就职典礼。后者虽然是罗马教宗的支持者，但却趁机命令戴伊以他的名义与阿维尼翁教宗争论，这一举动的目的是说服本笃十三世退位，其必要性越来越明显。然而，戴伊的话语在这个场合似乎缺乏决定性；无论如何，它没有导致适当的结果。从那时起，他将大部分精力用于解决教会分裂问题。虽然他起初在接受会议至上主义的解决方案方面行动迟缓，但他到1409年时已在参加会议。

### 分裂压力
接下来，法国试图通过威胁要正式撤销对本笃十三世的服从来施加强烈的压力，以征服他的顽固行为。戴伊尽管依附于这位教皇，却被王国的行为感到喜不自胜。然而，他是在经历过所发生的事情之后，于1403年第一批劝告和赞美恢复服从的人之一。他被查理六世作为使节派往本笃十三世，并抓住这个机会献给教宗不计其数的友好祝贺和有用的建议。两年后，在同一位教皇面前，他在热那亚市布道，导致在服从阿维尼翁教宗的国家形成了圣三一节的普遍制度。
在1406年在巴黎举行的教会会议上，戴伊尽一切努力阻止了再次撤销服从，并根据国王的命令，成为了本笃十三世的捍卫者，这一行动再次使他受到大学党的攻击。次年，他和他的追随者热尔松参加了众亲王派往两位教宗的使团，他在意大利的努力值得称赞但徒劳，试图诱使罗马教宗前往一个沿海城镇，而此地位于对立教宗附近，以期双重退位于此发生。由于未能达成目标而气馁，他于1408年初回到了康布雷教区。此时，他仍然忠于本笃十三世，不愿加入即将批准皇家中立宣言的法国神职人员的行列，这激起了查理六世政府的愤怒，颁布了逮捕这位主教的命令，然而它并未被执行。

### 调解委员会
直到两所学院的枢机主教召开比萨大公会议（1409年）之后，戴伊才放弃了对本笃十三世的支持，并且由于缺乏更好的政策，他再次与他在年轻时捍卫的事业结盟。从他的话中来判断，唯一的救赎机会就在于会议。而且，鉴于当前情况的需求，他开始争辩说，在发生分裂的情况下，任何一个信徒都可以召集一个大公会议，并有权判决甚至废黜对立教宗。事实上，这是戴伊参加的比萨大公会议的程序。在罗马教宗额我略十二世和本笃十三世被宣布废黜后，会议继续选举了亚历山大五世（1409年6月26日）。这位教宗在位仅十个月。他的继任者若望二十三世将戴伊晋升为枢机主教（1411年6月6日），此外，为了赔偿他失去康布雷主教区，授予他利摩日教区的管理权（1412年11月3日），不久之后更换为了奥兰治教区。他还提名戴伊为德国的教廷使节（1413年3月18日）。
不考虑这些好处的话，戴伊是若望二十三世在康斯坦茨大公会议（1414-1418）中最难对付的对手之一。戴伊与热尔松都是会议中的主要神学家之一。由于他确信合并与改革的必要性，他为通过以下原则做出了最大的贡献：由于大分裂在比萨大公会议中未能被解决，有必要再次承担起基本的合并工作，而不将若望二十三世的权利考虑为高于额我略十二世和本笃十三世的权利。从这个角度来看，戴伊和同僚Fillastre在头几个月占据了主导地位。后来，看到事态的发展趋势，他表现出一些不安和犹豫。然而，他拒绝为若望二十三世辩护，只在对这位教皇的审判中出现，对他做出证词，这些证词有时具有压倒性的性质。
其他在康斯坦茨引起他注意的事情包括对约翰·威克里夫的谴责和对扬·胡斯的审判。胡斯的两篇论文《论教会权力》(De Potestate ecclesiastica)和《论教会改革》(De Reformatione Ecclesiae)的公开阅读（1416年10月1日至11月1日）揭示了，除了对教会的改革和组织有着非常独特的想法之外，他还通过否认英格兰人建立独立国家的权利来削弱他们在会议中的权力。通过这场使他暴露在英格兰人最严重的报复之下的行动，他开始担任“法国国王的检察官和捍卫者”的角色。
当为基督教世界选举一位独一的、无可争议的新教皇的问题最终出现时，戴伊捍卫了枢机主教的权利，如果无法完全掌控选举，至少也要参与选举。他利用枢机团的权力提出了一个制度，以调和会议中的自命不凡。就这样，教皇玛尔定五世当选（1417年11月11日），戴伊的任务最终完成了。

## 退休
会议结束后，戴伊回到了巴黎。1419年，在法国的内乱中，勃艮第派占领了巴黎，并在过程中杀死了一些教授，这时他向南逃往阿维尼翁。他以前的学生热尔松在附近瑟勒思定会的一间房子里定居。被称为康布雷枢机的戴伊于1420年在阿维尼翁去世。

## 著作
戴伊在教会分裂，宗教改革，占星术和其他主题上写了大量文章。他关于枢机主教团的权力和普世教会会议的绝对正确性的想法非常有影响力。戴伊的《世界的形象》(Imago Mundi)（1410年）是一部宇宙学著作，影响了克里斯托弗·哥伦布对世界大小的估计。科学和占星术中的许多问题，例如历法改革，引起了他的注意。他对占星术的看法表达在几部著作中，试图平衡神圣的无所不知和人类的自由意志。戴伊关于教会分裂的著作将危机和改革的必要性置于世界末日的背景下。他的占星术也与教会分裂有关，试图确定教会的分裂是否是敌基督来临的标志。他的作品在十五世纪末之前开始被印刷。

## 影响
在《路易·波拿巴的雾月十八日》中，卡尔·马克思写道，戴伊曾在康斯坦茨大公会议上对伦理改革的倡导者说：“只有魔鬼本人才能拯救天主教会，而你们却寻找天使。”
月球的阿里辛西斯环形山以他的名字命名。